# Raymond Duchamp-Villon
Raymond Duchamp-Villon (født 5. november 1876 i Damville i det franske departement Eure, død 9. oktober 1918 i Cannes) var en fransk billedhugger, der omkom under 1.verdenskrig.
Duchamp-Villon opgav 1900 medicinstudiet for at hellige sig skulpturarbejdet. Hans tidlige arbejder var inspireret af Auguste Rodin. Senere slog han ind på en mere kubistisk linje. Bronzeskulpturen Hesten fra 1914 regnes for et af hans hovedværker.
Duchamp-Villon var involveret i "La Maison Cubiste" (en), en installation i afdelingen Art Décoratif ved Salon d'Automne for 1912.
Flere af Duchamp-Villons søskende var også kunstnere, blandt andet Jacques Villon (en) (1875-1963), Marcel Duchamp (1887-1968) og søsteren Suzanne Duchamp (en) (1889-1963).
| - Hesten - En version udstillet ved Museum of Fine Arts i Houston i USA. Foto fra to vinkler. - En version fra ca. 1930 Bronze og patina (Guggenheim Museum) |

| - Projekt 'La Maison Cubiste' på Salon d'Automne, 1912 |

| - Andre værker af Raymond_Duchamp-Villon - Torso fra 1910. Terrakotta Armory Show - La Vasque, 1911 - Version af Maggy i Marabouparken Sundbyberg Sverige - Maggy, bronze, 1912. (Støbt 1954) Guggenheim Museum - Baudelaire, 1912 - Hunden, 1913 Le chien - Katten, 1913 Le chat - De elskende – Les amants Musée des Beaux-Arts de Rouen - Siddende kvinde, 1914 - "Den galliske hane", 1916 Cleveland Museum of Art Cleveland |